# Uranus Orbiter and Probe
Uranus Orbiter and Probe (UOP) è un concetto di missione spaziale per studiare Urano e i suoi satelliti mediante un orbiter, che rilascerebbe anche un sonda nell'atmosfera del pianeta per analizzarla. Il progetto è stato proposto come missione prioritaria per il decennio 2023-2032 del Programma Flagship, la classe più costosa delle tre classi di missioni della NASA per l'esplorazione del sistema solare.
La proposta al 2022 mira a un lancio nel 2031 che sarebbe effettuato con un Falcon Heavy e prevede successivamente un gravity assist con Giove per consentire l'arrivo a Urano non prima del 2040. La fase scientifica durerebbe 4,5 anni e includerebbe più sorvoli ravvicinati di ciascuno dei suoi satelliti principali. Il costo della missione verso Urano è stato stimato in 4,2 miliardi di dollari, ed è comunque stata preferita a una missione simile ma per Nettuno, Neptune Odyssey, i cui costi sarebbero stati anche maggiori, a causa della distanza.

## Storia
La Voyager 2 è l'unica sonda spaziale ad aver visitato il sistema di Urano, effettuando un breve sorvolo ravvicinato il 24 gennaio 1986. Il Planetary Science Decadal Survey 2011-2022 aveva raccomandato una missione di classe Flagship per un gigante ghiacciato come terza priorità dietro a Mars 2020 ed Europa Clipper. I giganti di ghiaccio, come Urano e Nettuno, sono ora conosciuti come un tipo comune di esopianeta, per cui ulteriori studi sui giganti ghiacciati del sistema solare sono diventati una priorità per la comunità scientifica.
Nel 2017, prima del sondaggio per il decennio 2023-2032, un comitato ha ristretto a venti i concetti di missione selezionabili, di cui tre per Urano e un quarto per Nettuno. Una missione su Nettuno è vista da alcuni come di maggiore valore scientifico poiché Tritone, probabilmente un oggetto catturato nella fascia di Kuiper è un mondo con un probabile oceano sotto la superficie e un obiettivo astrobiologico più interessante delle lune di Urano (sebbene anche Ariel e Miranda siano anch'essi possibili mondi oceanici). C'era anche uno studio che considerava un concetto di missione per Urano di classe New Frontiers se fosse stata favorita una missione di classe Flagship su Nettuno. Tuttavia, considerando i costi, la disponibilità del veicolo e delle finestre di lancio disponibili, il Planetary Science Decadal Survey 2023-2032 ha raccomandato Uranus Orbiter and Probe invece di una proposta analoga per Nettuno.

## Obiettivi scientifici
Sono diversi gli obiettivi scientifici di una missione verso Urano, che dovrebbero cercare di rispondere a diverse quesiti che si sono posti gli scienziati.

### Origine, struttura interna e atmosfera
- Come funziona la circolazione atmosferica, dall'interno alla termosfera, in un gigante ghiacciato?
- Qual è la struttura tridimensionale dello strato meteorologico dell'atmosfera?
- Quando, dove e come si è formato Urano, come si è evoluto sia termicamente che spazialmente, inclusa la migrazione, e come ha acquisito la sua inclinazione assiale retrograda?
- Qual è la composizione della massa di Urano e quanto essa dipende dalla profondità?
- Urano ha strati distinti o un nucleo diluito, e questo può essere legato alla sua formazione e inclinazione?
- Qual è il vero tasso di rotazione di Urano e quanto sono profondi i venti?

### Magnetosfera
- Quale processo produce il complesso campo magnetico di Urano?
- Quali sono le fonti e le dinamiche del plasma della magnetosfera di Urano e come interagisce con il vento solare, l'alta atmosfera di Urano e le superfici dei satelliti?

### Satelliti e anelli
- Quali sono le strutture interne e i rapporti tra roccia e ghiaccio delle grandi lune di Urano e quali lune possiedono sostanziali fonti di calore interne o possibili oceani?
- In che modo la composizione e le proprietà delle lune di Urano vincolano la loro formazione ed evoluzione?
- Quale storia e processi geologici registrano le superfici e quali prove di interazioni esogene mostrano?
- Quali sono le composizioni, le origini e la storia degli anelli di Urano e delle piccole lune interne, e quali processi li hanno scolpiti nella loro attuale configurazione?

## Strumenti
La sonda spaziale, secondo il progetto, dovrebbe trasportare i seguenti strumenti scientifici aventi una massa totale di circa 54 chilogrammi:
- Un magnetometro
- Una macchina fotografica con teleobiettivo
- Una fotocamera dotata di grandangolo (può essere abbandonata in caso di problemi di budget)
- Una termocamera per osservazioni dell'emissione termica
- Una telecamera che opera nel campo del visibile e del vicino infrarosso
- Uno spettrometro al plasma per rilevare particelle energetiche
- Un oscillatore ultra-stabile

Inoltre, la sonda atmosferica trasporterà i seguenti strumenti che corrispondono a una massa di circa 21 chilogrammi:
- Uno strumento per studiare la struttura dell'atmosfera
- Uno spettrometro di massa
- Un oscillatore ultra-stabile
- Uno strumento per misurare l'idrogeno orto-para (può essere abbandonato in caso di problemi di bilancio).